# メロディックデスメタル
メロディックデスメタル(Melodic Death Metal)は、ヘヴィメタルの中に含まれる音楽ジャンルの一つである。メロデスと略して呼ばれることが多い。

## 概要
メロディックデスメタルの解釈については、主に2つの考え方がある。1つは「北欧メタルの系統に属するメロディを重視した音楽スタイルにデスメタルの歌唱法デスヴォイスを取り入れたものである」とするもの。もう1つは「デスメタルにNWOBHMの旋律を取り入れてドラマティックな展開を持たせたものである」とするものである。
1990年代前半に発表された、スウェディッシュ・デスメタルに積極的にメロディを取り入れたディスメンバー、アット・ザ・ゲイツ、アモルフィスなどの作品や、グラインドコアの音楽性からシフトしたカーカスの作品がメロディックデスメタル成立の前段階と考えられる。
メロディックデスメタルというジャンルの成立には、アーチ・エネミーやダーク・トランキュリティ、イン・フレイムス、チルドレン・オブ・ボドムといった、現在のヘヴィメタル、ヘヴィロックシーンを代表するバンドが強く関わっている。そのため一時期は、これらのバンドの出身地から北欧叙情デスメタルといった地域限定的な呼称も当てられていたことがある。
とりわけ、近年のメロディックデスメタルは正統派ヘヴィメタルとの境界が不明瞭で、旋律や曲調、拍の強弱など、楽曲に含まれる要素の大半においては大きな差異がない。唯一、デスメタルの特徴の一つであるデスヴォイスのみが、分類のための大きな指標となっている。これらのことから、バンドのジャンル区分については、音楽的特徴よりも、販売元に依存する傾向がある。
また、ブラックメタル（特にメロディックブラックメタル）との境界も曖昧である。指標としてブラックメタルの特徴で挙げられている特徴の有無があるが、特徴の有無の程度などに特に基準もない上、ボーカルスタイルが似通っているため、ジャンル区分は非常に曖昧なものとなっている。そのため、媒体によって「メロディックデスメタル」とされたり、「（メロディック）ブラックメタル」とされたりすることもある。
2000年代以降、アメリカで隆盛を見せているメタルコアは、メロディックデスメタルから大きな影響を受けており、その意味でもこのジャンルが果たした役割は重要なものである。

## 主要アーティスト
- Alphoenix
- Amaranthe
- Amon Amarth
- Amorphis
- Arch Enemy
- Armageddon (初期)
- Arsis
- At the Gates
- Avatar
- Before the Dawn
- Bereaved
- The Black Dahlia Murder
- Blackguard (Profugus Mortis)
- The Blinded (Blinded Colony)
- Blood Stain Child
- Brymir
- Buried Dreams
- Cadacross
- Callenish Circle
- Carcass (後期)
- Catamenia (後期～)
- Centinex
- Ceremonial Oath
- Children Of Bodom
- Codeon
- The Crown
- Darkane
- Dark Lunacy
- Dark Tranquillity
- Deadlock
- Decadence
- Degradead
- Descending
- Destinity
- Destrage
- Die Apokalyptischen Reiter
- Diesear
- Dimension Zero
- Disarmonia Mundi
- Dismember
- Dispatched
- The Duskfall
- Ebony Tears (初期)
- Edge of Sanity
- Engel
- Enslavement of Beauty
- Eternal Tears of Sorrow
- Exhumation
- FollowBane
- Gardenian
- Gates of Ishtar
- Gloria Morti
- The Halo Effect
- Hateform
- The Haunted
- Hearse
- Heaven Shall Burn
- Helltrain
- Hypocrisy (中期～)
- Illnath (後期)
- Immortal Souls
- In Flames (初期～中期)
- Inferi
- Insomnium
- Into Eternity
- Kalmah
- Kataklysm（中期～）
- Made of Hate (Archeon)
- Mercenary
- Misanthrope
- Miseration
- Mors Principium Est
- My Material Season
- Mygrain
- Myproof
- Naildown
- Never
- Night in Gales
- Nightfall
- Nightrage
- No Limited Spiral
- Nonexist
- Norther
- Noumena
- Omnium Gatherum
- Pain Confessor
- Parasite Inc.
- Persefone
- Raintime
- Raunchy
- Ryujin (Gyze)
- Sadist
- Scar Symmetry
- Sentenced (初期)
- Serenity In Murder
- Serpent
- Shade Empire
- Shadow
- Skyfire
- Slowmotion Apocalypse
- Smash The Brain (中・後期)
- Soilwork（初期）
- Solution .45
- Sonic Syndicate (初期)
- Sorrow Of Tranquility
- Stortregn
- Suidakra
- Therion (初期)
- Thirdmoon
- This Ending
- Thousand Eyes
- Throne of Chaos (TOC) (初期)
- Torchbearer
- Tracedawn
- Under Threat
- The Unguided
- Unmoored
- Veiled in Scarlet
- Wintersun
- Withering Surface
- Wolfchant
- Youthquake
- Yyrkoon (中期)
- Zemeth